# Абърдийн (Вашингтон)
Вижте пояснителната страница за други значения на Абърдийн.
Абърдийн (на английски: Aberdeen) е град в щата Вашингтон, САЩ. Най-големият град в област Грейс Харбър. На запад е разположен по-малкият град Хоукуиъм, на юг, от другата страна на река Чехалис, е разположен Космополис.

## Описание на града
Чарлс Р. Крос, биограф на известния рок изпълнител Кърт Кобейн, описва града през времето когато е родена въпросната личност:
| „ | ...земя със сурова красота, където гори, планини, реки и величественият океан се сливат във великолепна гледка. Покрити с дървета хълмове заобикалят три пресичаща се реки, които се вливат в Тихия океан. Превод от английски език: Анна Христова | “ |

### Географски обекти
- река „Чехалис“ – минава от южната страна на града. Устието ѝ е широко три километра.

### Строителни обекти
- болница „Грей Харбър Комюнити“ – триетажна сграда, разположена на хълм, от който се вижда град Монтесано и шестото по натовареност пристанище в Западното крайбрежие. В болницата е роден Кърт Кобейн на 20 февруари 1967 г.

## Индустрия
През 70-те години икономиката на града зависи почти изцяло от дърводобивната промишленост. В Абърдийн тогава се намират 37 фабрики за преработка на дървени материали и производство на плоскости и целулоза, от което града има проблеми със замърсен въздух. Стоката се добива най-вече от елхови гори, растящи по хълмовете наоколо. Скоро на мястото на гъстите гори изникват празни сечеща. Производството започва да запада още в края на 60-те.

## Население
Абърдийн е с население от 16 461 души.

## Климат
Валежи над 200 см годишно.

## Проблеми с престъпността
Абърдийн в края на 60-те е от малкото градове във Вашингтон с намаляващо население – безработните търсят работа в околните градове. Освен безработица се развива алкохолизъм, домашно насилие и самоубийства. Градът разполага с 27 кръчми, в самия център се издигат множество изоставени сгради, някои от тях публични домове в края на 50-те. През това време градът си спечелва лоша слава.

## Личности
- Кърт Кобейн – Абърдийн е родното място на Кърт Кобейн, вокалът на групата Нирвана.
- Дъглас Ошероф (р.1945), американски физик

## Побратимени градове
- Абърдийн, Шотландия
- Канадзава, Япония
- Хакуй, Япония